# Kamermuziek in het Groen
Kamermuziek in het Groen is een eendaags openluchtmuziekevenement dat op de derde zondag (Vaderdag) of vierde zondag van juni wordt georganiseerd in het Stadswandelpark in Eindhoven. Het evenement bestaat sinds 1987.
Het evenement heeft enkel kamermuziek, klassieke muziek voor kleine bezettingen. De optredens worden verzorgd door solisten en kleine ensembles, met jonge talenten en bekende artiesten. Verdeeld over vijf podia en in de Wim van Doorne Muziekkiosk werden in 2008 een twintigtal optredens verzorgd. Op 15 juni van dat jaar werd het evenement voor de 21e keer gehouden. Het evenement is gratis toegankelijk.